# Bairo Central
Bairo Central (Bairro Central, Bairo Sentral, kurz Sentral) ist eine Aldeia in der osttimoresischen Landeshauptstadt Dili. Die Aldeia liegt im Südosten des Sucos Gricenfor (Verwaltungsamt Nain Feto). In Bairo Central leben 242 Menschen (2015).

## Lage und Einrichtungen
Bairo Central war bis 2004 ein eigenständiger Suco, bis er mit den anderen heutigen Aldeias zum neuen Suco Gricenfor vereinigt wurde. Es bildet den Südosten von Gricenfor. Westlich eines Wassergrabens, der den Suco von Süd nach Norden halbiert liegt die Aldeia Bairo Formosa. Nördlich von Bairo Central befindet sich die Aldeia Bairo dos Grilos, im Osten und Südosten. jenseits der Rua de Bé-Mori und der Travessa de Amizade, der Suco Acadiru Hun und südlich liegt, jenseits der Avenida 20 de Maio, der Suco Santa Cruz.
An der Rua de Bé-Mori befindet sich zwischen Travessa de Amizade und Rua de Felicidade das Liceu Paulo VI. (ehemals Colégio Paulo VI oder Colégio Sāo Paulo), das eine Prä-Sekundar- und eine Sekundarschule beherbergt. Die Fundasaun Mahein hat ihren Sitz an der Rua de Felicidade.
Die Rua de Felicidade endet in der Sackgasse Beco Ba Dame.